# Mücke Motorsport
Mücke Motorsport foi uma equipe de automobilismo baseada na Alemanha que foi fundada por Peter Mücke em 1998. Também conhecida como ADAC Berlin-Brandenburg.
A equipe encerrou seu programa de monopostos no final de 2021, com a PHM Racing sendo fundada por Paul Müller com um esquadrão formado principalmente por ex-funcionários da Mücke Motorsport.